# Mus shortridgei
Mus shortridgei is een knaagdier uit het geslacht Mus dat voorkomt in Myanmar, Thailand, Midden-Laos, Noordwest-Vietnam en Zuidwest-Cambodja. In Thailand zijn fossielen van deze soort bekend sinds het Laat-Plioceen. De rugvacht is grijsbruin; de haren aan de onderkant zijn wit met grijze wortels. Het is een grote soort. De oren zijn groot. Vrouwtjes hebben 3+2=10 mammae. De kop-romplengte bedraagt gemiddeld 107,8 mm, de staartlengte 76,4 mm, de achtervoetlengte 20,64 mm, de schedellengte 27,75 mm en het gewicht 35,20 g. Op deze soort komt een luis voor, een onbeschreven soort van het geslacht Hoplopleura. Het karyotype bedraagt 2n=46-49.